# Ricco e strano
Ricco e strano (Rich and Strange), conosciuto anche come Ricco e bizzarro, è un film del 1931 diretto da Alfred Hitchcock.

## Trama
(William Shakespeare, La tempesta)
Londra. Un grande orologio segna le 18.00. In un enorme ufficio, decine di impiegati sono chini sulle scrivanie a controllare i libri contabili e stanno per concludere la loro lunga giornata di lavoro. Sciamano nei corridoi affollati, sui marciapiedi della città, nella metropolitana.
Uno di loro, Fred, è alle prese con un ombrello che non vuole aprirsi. Si fa il suo viaggio in metro e raggiunge la sua piccola casa in periferia. Lo attende la moglie, Emily, intenta a confezionarsi un abito con la macchina da cucire. Lui brontola: è insofferente e stanco di una vita grigia e opprimente, ufficio, casa, doveri, e guardando un quadro che raffigura un veliero, sogna il mare e l'evasione.
Il campanello suona; arriva la postina. Consegna una lettera. È dello zio che da un precedente colloquio con Fred ha intuito la sua insoddisfazione e in uno slancio di magnanimità ha disposto che i suoi avvocati liquidino al nipote un anticipo della somma che erediterà, senza attendere la sua morte. Il sogno di una vita diversa e scintillante diventa realtà.
Marito e moglie partono per una crociera lussuosa intorno al mondo. Attraversano la Manica e fanno tappa a Parigi. Assistono ai balletti delle Folies Bergères, bevono brandy e tornano ubriachi all'Hotel.
Marsiglia. La grande nave parte per l'Estremo Oriente. Fred soffre il mal di mare e trascorre le giornate sdraiato in cabina. Emily conosce il capitano Gordon, un gentiluomo intelligente e premuroso che la corteggia. Quando Fred finalmente si riprende incontra a sua volta una bella turista mora che dichiara di essere una principessa tedesca.
Porto Said. Sosta al mercato dei tappeti. Emily lo visita insieme a Gordon. 
Canale di Suez. È carnevale e si sta svolgendo un grande ballo mascherato. Emily col costume da Biancaneve balla con Gordon, che indossa il mantello di Dracula; Fred, vestito da orientale abbraccia la principessa-odalisca. Al bar si ritrovano tutti, tristi e un po' ubriachi.
Colombo. Giro turistico su carrozzini, ciascuno col proprio corteggiatore. Gordon propone ad Emily di partire con lui e di lasciare il marito, ma Emily non se la sente. È l'ultima notte di viaggio ed è arrivato il tempo degli addii.
Singapore. Emily ha definitivamente rinunciato a Gordon. Ritorna dal marito il quale però ha progettato di partire insieme con la principessa per la Birmania. Scoppia una scenata. Fred si sta avviando per raggiungere la principessa quando gli recapitano un messaggio da cui apprende che lei lo ha imbrogliato: è partita da sola e gli ha sottratto le mille sterline che le aveva dato per i biglietti, non è una principessa ma la figlia di una lavandaia di Berlino, abituata ad abbindolare e derubare gli uomini vittime del suo fascino. La crociera è finita e i due non hanno quasi più soldi; per tornare si imbarcano su un piroscafo economico che poco dopo naufraga.
Intrappolati nella cabina sommersa dall'acqua e convinti di morire, si perdonano e scoprono di essere ancora innamorati; aspettano la morte abbracciati. Ma morire non è il loro destino: al mattino si svegliano ancora vivi e dall'oblò riescono ad uscire dalla cabina. Sono i soli sopravvissuti, insieme a un gatto nero che assomiglia al gatto di casa.
Sono tratti in salvo da una giunca cinese i cui passeggeri fanno bottino di ciò che è rimasto sul relitto alla deriva, poco prima che si inabissi. Un cinese resta impigliato ad una caviglia da una corda e annega sotto lo sguardo impassibile degli altri.
A bordo della giunca, Fred ed Emily, affamati, consumano avidamente della carne offerta da una donna del gruppo. Con disgusto e orrore scoprono essere quella del gatto, la cui pelle vedono inchiodata ad asciugare all'albero dell'imbarcazione. Sulla giunca nasce un bambino: Emily è intenerita e commossa e sente nascere in lei un desiderio di maternità.
Piccadilly Circus. Fred ed Emily sono di nuovo nella loro città e fanno ritorno nella loro modesta abitazione. Ma ora, dopo tutto ciò che hanno vissuto, quella quotidianità  uggiosa e scialba, si rivela accogliente e rassicurante: il pasticcio di bistecca e di rognone, la vecchia radio, il caminetto, la poltrona imbottita e l'invadente gatto di casa che salta sulla tavola. Fanno progetti per il futuro. Lui pensa a un bambino, lei a una casa più grande: eccoli già pronti a litigare!

## Produzione
Il film fu prodotto da John Maxwell per la British International Pictures.

### Cast
La parte della protagonista femminile fu assegnata a Joan Barry, una attrice bionda della B.I.P. disponibile in quel momento, che aveva doppiato Anny Ondra in Ricatto; quella del protagonista maschile ad Henry Kendall: di entrambi Hitchcock non era del tutto convinto.

### Riprese
Una parte fu girata negli studi di Elstree, gli esterni a Marsiglia, a Porto Said e a Colombo con una macchina da presa senza l'attrezzatura per il sonoro. Un quinto del film è dialogato, il resto semplicemente sonorizzato e accompagnato da un commento musicale.

### Prima
La prima si ebbe a Londra il 10 dicembre 1931.

## Accoglienza
Il film fu un fallimento commerciale; i critici non l'accolsero con favore, dissero che i personaggi erano mal caratterizzati e che gli attori non recitavano in modo convincente, si parlò di "improvviso scadimento". Hitchcock, malgrado la sua fama, non riuscì ad imporre l'opera.
Il film era troppo strano per i gusti del pubblico che si aspettava dal regista storie di suspense e di spionaggio.

### Il giudizio di Hitchcock
Hitchcock fu deluso e amareggiato perché aveva creduto in questo film, era quello del periodo inglese che più gli piaceva, ci aveva messo molto di sé e con sincerità. Esso segnò l'avvicinarsi della rottura del suo rapporto con la British International Pictures.

### La rivalutazione dellanouvelle vague
Il film fu rivalutato dai registi della "nouvelle critique", Truffaut, Rohmer, Jacques Rivette, Claude Chabrol, Godard. Lo considerarono un film coraggioso e audace, per la scelta del soggetto, la disgregazione della coppia, e per le scelte tecniche " il regista più in vista della Gran Bretagna si prende il lusso e l'ardire di realizzare un film in condizioni da dilettante."

### Elementi autobiografici
"È uno dei suoi film più apertamente autobiografici, ma proprio come gli altri che riflettono la sua diretta esperienza, è difficile da decifrare senza una specie di Stele di Rosetta biografica."

### Altri temi
- ironia: tutta la prima parte ha un tono ironico e caricaturale, i personaggi sembrano marionette guidate dal regista che le rappresenta con disprezzo;
- il tema della nausea: è il sintomo di un malessere profondo;
- le illusioni: nella seconda parte il naufragio rivela tutta l'illusorietà delle promesse di felicità della crociera e il ritorno alla vita iniziale non è privo di amarezza e di pessimismo.